# 不安
不安（ふあん、英語: anxiety, uneasiness）は、心配に思ったり、恐怖を感じたりすること。または恐怖とも期待ともつかない、何か漠然として気味の悪い心的状態や、よくないことが起こるのではないかという感覚（予期不安）を指す。

## 日常における例
何かをする時に「成功しないのでは」「自信がない」という時に思いを巡らす。例えば以下のような事例がある。
- 明日の取引は成功するだろうか。
- 明後日の試合で勝てるだろうか。
- スピーチをうまくできるだろうか。

他に病気のときなど、身体に異常のあるときなどに考えやすい。高熱を出したりすると死ぬのではなどと想像するのも不安に思っている状態である。
人は不安を感じると無意識に自分の体を触って安心感を得ようとする。これを「自己タッチ」という。

## 戦争不安・核不安
戦争の不安は、核の不安とも言われる。フィンランドの研究によると、核戦争を心配する青少年は、5年後に一般的な精神障害のリスクが高まるという。このため、核戦争への不安は控えるべきとされている。

## パニック障害における不安
パニック障害になっていると、精神的な問題で過呼吸に陥ったり心悸亢進が起こったり、あるいは体がゆれている感じがしたりすると同時に、「死ぬのでは」「次は大丈夫だろうか」というような強い不安に襲われる。これは、精神疾患として扱われ、治療を要する（「パニック障害#治療」を参照）。現在では薬物による治療が主流となっており、一定の効果を上げているが、発症初期に正しい治療を施さないと治りにくくなる特性があり、広場恐怖やうつ病に移行するケースが多い（「広場恐怖症#治療」「うつ病#治療」を参照）。

## 不安と抑圧
いわゆる精神分析において、神経症（ノイローゼ）を発症するメカニズムが不安と抑圧の関連にあるとされている。精神分析の祖であるフロイト（Sigmund Freud, 1856-1939）は神経症患者の臨床から、生殖行為の障害により神経症が発症することをつきとめ、その際不安がその性欲の抑圧に何らかの影響を与えていると仮定した。＜抑圧＞とは性欲の表出を妨げる機能障害であり、そしてそのような欲動がさらけ出されることにより社会的な適応が妨げられることを防ぐ防衛機制でもある。
フロイト自身のその両者の関係についての仮定は前期・後期とで大きな違いがある。前期においてはもっぱら性欲（リビドー）を一種の生命力（エネルギー）と捉え、生殖行為が何らかの事情・理由で正常になされなかった場合、その際消費されるはずであった性欲が解消されることなく無意識の内に蓄えられ、そのような充足されず変質させられたエネルギーが＜不安＞として表出されるというものであった。前期の方向性は科学・生理学的性格が強く、またこのような性欲についてのエネルギー転換・代償行動をフロイトが「経済的」と呼ぶのも、不安をこれらのエネルギー転換の際の等価である交換物とみなしているからである。
後に彼は自らの説を修正し、「抑圧が不安を引き起こす」を、「不安が抑圧を引き起こす」と捉えなおした。後期においては「社会的な禁令」（タブー）や「禁令を命じるもの」（超自我）といった新たな要素が関わっている。それによると、我々の言う「良心」や「理性」といったものは、我々の社会生活上において不適当と想定されている人間の欲動（主に性欲）の表出を抑えるため、我々自身の内に内在化された社会的な禁令であり、それが＜超自我＞と呼ばれている。我々が上記のような欲動に駆られた際、それを抑えようとする超自我との葛藤（コンフリクト）を恐れ、この葛藤を解消するために不安という「危険信号」を自我が発することにより欲動が挫折させられるという。このように不安が自我の発する「心的状態」として捉えなおされたことにより、前期に比べてより心理学的性格が強くなったと言えよう。

## 哲学と不安
主に実存哲学(独)及び実存主義(仏)において取り上げられることが多い。先駆的著作としてキルケゴール(Sølen Kierkegaard, 1813-1855)の著作『不安の概念』があり、彼は著作中に不安について「反感的共感であり、共感的反感である」とし、不安とは「恐れているものに心惹かれている」ことであると表現している。彼はキリスト教的思想家であるため、不安は人間の罪とともに現れ、そしてその罪がまた新たな不安を引き起こすとし、最終的にはキリスト教の神への信仰へと向かうその時の人間の心的状態であるという。彼は「不安の研究」を「人間の罪における心的状態の心理学的研究」であるとし、無垢であるはずの人間が罪を犯すこと、そして罪を背負った人間が神の救済に対すること、それら両者の前者から後者へと移行する際の心的状態・中間段階が不安である。

## 意思決定と不安
過度の不安は意思決定を悪くする。
人間は1日に数多くの決断をする動物だが、あまりに多くの決断をすると、人間は決断疲労に押しつぶされる。
特に、過度に不安なとき、将来に対して嫌な思いをするような状況では、人はより悪い決断をしてしまう。
2021年4月、ハーバード大学医学部は、過度の不安や将来に対する嫌な予感がする状況において、人は過去の成功体験に注目し、それを思い出すことによって、現在の出来事についてより良い判断を下すことができると示唆した。